# Michael Peter Holm
Michael Peter Holm (* 2. September 1936 in Stuttgart; † 31. März 2009 in Münster) war ein deutscher Charakterdarsteller, der seit den 1950er Jahren auf zahlreichen deutschen Staats- und Stadttheaterbühnen zu sehen war.

## Leben und künstlerisches Wirken
Michael Peter Holm wurde in Stuttgart als Sohn der Schauspielerin Herta Schwarz und des Kammersängers Richard Holm geboren. Von 1958 bis 2008 war er ununterbrochen an verschiedenen deutschen Bühnen engagiert, so u. a. in Hof, Oberhausen und Nürnberg, wo er in den 1970er Jahren mit dem Regisseur Stavros Doufexis u. a. in Die Reiter (Die Ritter) von Aristophanes große Erfolge feierte. Spätere Stationen seiner Laufbahn waren Bielefeld, Aachen, Hannover, Braunschweig und von 1992 bis 2008 Münster, wo er mehrfach den Publikumspreis der Theaterfreunde Münster verliehen bekam. Michael Peter Holm war in zahlreichen Hauptrollen auf der Bühne zu sehen. Zu seinen Paraderollen zählte der Mephisto in Goethes Faust, der Kontrabassist in Süskinds Der Kontrabass, Willy Loman in Arthur Millers Drama Tod eines Handlungsreisenden sowie Minetti in Thomas Bernhards gleichnamigem Schauspiel.
Zuletzt war Holm als Der Alte in Eugène Ionescos tragischer Farce Die Stühle zu sehen.